# Cantó de La Ferté-Macé
El cantó de La Ferté-Macé és un cantó francès del departament de l'Orne, situat al districte d'Alençon. Té 9 municipis i el cap es La Ferté-Macé.

## Municipis
- Antoigny
- Couterne
- La Ferté-Macé
- Lonlay-le-Tesson
- Magny-le-Désert
- Méhoudin
- Saint-Maurice-du-Désert
- Saint-Michel-des-Andaines
- La Sauvagère

## Història
| Data d'elecció                           | Identitat      | Partit                                     | Qualitat |
| ---------------------------------------- | -------------- | ------------------------------------------ | -------- |
| 1945-1970                                | Gaston Meillon | UNR, després UDR                           |          |
| 1970-2008                                | Daniel Miette  | CD, després UDF-CDS, després divers droite |          |
| 2008-                                    | José Collado   | PS                                         |          |
| les dades anteriors no són pas conegudes |                |                                            |          |
|                                          |                |                                            |          |

## Demografia
| A partir de 1990: Població sense dobles comptes |